# Rokicie, Tỉnh West Pomeranian
Rokicie [rɔˈkit͡ɕe] (tiếng Đức: Neumühl) là một ngôi làng thuộc khu hành chính của Gmina Stara Dąbrowa, thuộc hạt Stargard, West Pomeranian Voivodeship, ở phía tây bắc Ba Lan.
Nó nằm khoảng 4 kilômét (2 mi) phía đông bắc của Stara Dąbrowa, 16 km (10 mi) về phía đông bắc của Stargard và 40 km (25 mi) về phía đông của thủ đô khu vực Szczecin.